# أوريليوس إتش بايبر سينيور
أوريليوس إتش بايبر سينيور (بالإنجليزية: Aurelius H. Piper, Sr.)‏ هو عسكري أمريكي، ولد في 31 أغسطس 1916، وتوفي في 3 أغسطس 2008.